# Fritz Wächtler
Fritz Wächtler, né le 17 janvier 1891 à Triebes, exécuté le 19 avril 1945 à Waldmünchen, est un homme politique allemand. Il a été Gauleiter du Gau Bavière-Ostmark du 5 décembre 1935 au 19 avril 1945, date de son exécution par son successeur, le Kreisleiter de Bayreuth Ludwig Ruckdeschel.

## Biographie
Entré au NSDAP en 1926, il gravit rapidement les échelons de la SA. Élu député aux élections législatives allemandes de novembre, il est nommé Gauleiter à la suite du décès accidentel de son prédécesseur en novembre 1935.
À la fin du conflit, alors que lui et son administration battent en retraite devant l'avancée des troupes américaines, il est exécuté sur ordre personnel de Hitler, sur les conseils de Bormann, par son rival et successeur Ludwig Ruckdeschel.